# Milan Janša
Milan Janša (ur. 26 września 1965 w Jesenicach) – słoweński wioślarz. Brązowy medalista olimpijski z Barcelony.
Brał udział w czterech igrzyskach (IO 88, IO 92, IO 96, IO 00). W 1992 brąz wywalczył w czwórce bez sternika. Wspólnie z nim płynęli Jani Klemenčič, Sašo Mirjanič i Sadik Mujkič. W 2001 w tej samej konkurencji zdobył również brąz mistrzostw świata. Wcześniej, jeszcze w barwach Jugosławii, był dwukrotnym medalistą światowego czempionatu w dwójce ze sternikiem